# Conferenza generale (Chiesa di Gesù Cristo dei Santi degli Ultimi Giorni)

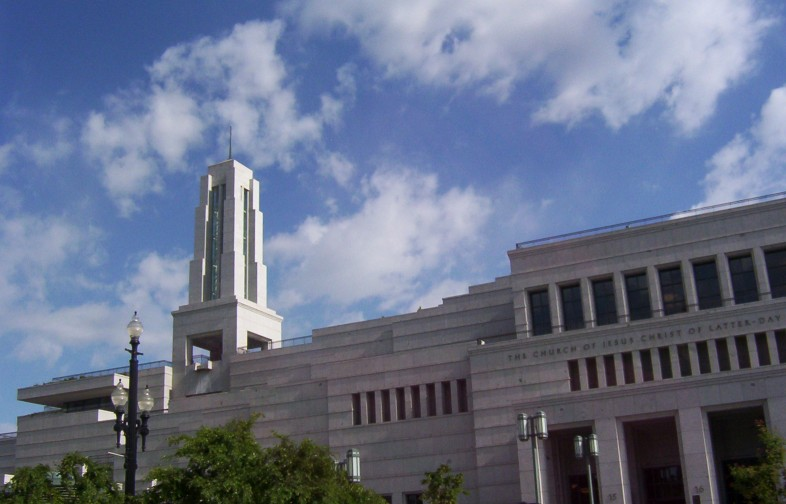
Il centro delle conferenze, che dal 1º aprile 2000 ha sostituito il tabernacolo mormone di Salt Lake City quale sede principale per le conferenze generali della Chiesa di Gesù Cristo dei Santi degli Ultimi Giorni

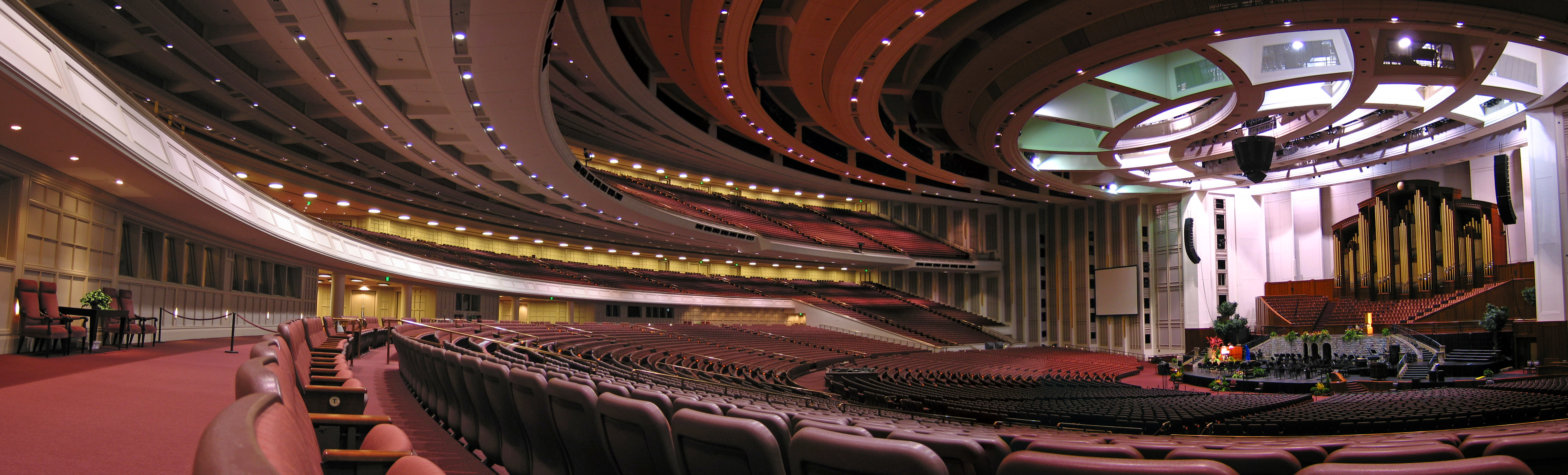
Interno del centro delle conferenze: l'auditorium principale.

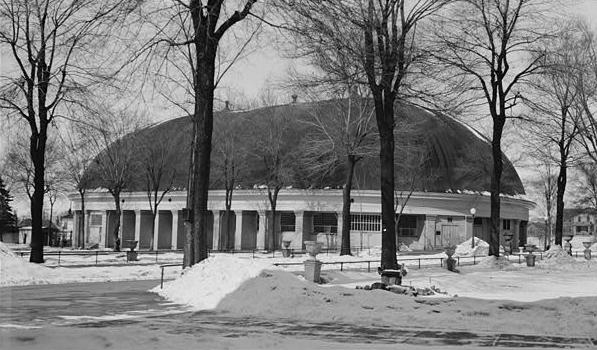
Il tabernacolo mormone in una foto del 1937. Questo edificio dal 1867 sino al 1999 è stato la sede principale delle conferenze generali della Chiesa di Gesù Cristo dei Santi degli Ultimi Giorni

La Conferenza Generale ("general conference" in inglese) è la riunione più importante della Chiesa di Gesù Cristo dei Santi degli Ultimi Giorni. Si riunisce due volte all'anno nella cosiddetta "conferenza semiannuale", il primo fine settimana di aprile e di ottobre, nel centro delle conferenze a Salt Lake City. Fa eccezione la riunione della Società di soccorso, che si svolge il sabato precedente.
La conferenza viene teletrasmessa nelle cappelle dei santi degli ultimi giorni via satellite e on stream in internet in tutto il mondo attraverso la BYU Television (comunemente indicata come BYU-Tv) che è un canale televisivo via cavo e satellitare statunitense nato nel gennaio del 2000, in inglese e in spagnolo, interamente gestito dalla Brigham Young University con sede a Provo, nello Utah, ed è il canale televisivo ufficiale mormone della Chiesa di Gesù Cristo dei Santi degli Ultimi Giorni. Le congregazioni dei santi degli ultimi giorni sparse per il mondo si riuniscono nelle loro cappelle dove possono vedere le varie sessioni della Conferenza, in diretta o in differita.
Ogni anno la Conferenza generale è definita da un numero in sequenza cronologica. La prima conferenza si tenne nel 1830, anno della costituzione della Chiesa. Nel 2010 si è tenuta la 180ª edizione.
Fino al 1999 la Conferenza Generale si teneva al Tabernacolo di Salt Lake.

## Scopo della conferenza
Scopo principale della Conferenza è quello di insegnare il vangelo di Gesù Cristo tramite discorsi del profeta, presidente della Chiesa, degli apostoli e delle altre autorità della Chiesa di Gesù Cristo dei Santi degli Ultimi Giorni. Inoltre, gli affari più importanti della Chiesa vengono presi durante queste riunioni. Questi affari riguardano di solito il sostegno dei nuovi dirigenti in nuove cariche, ma possono riguardare anche l'assunzione di nuove rivelazioni nel canone delle scritture. L'ultimo esempio in tal senso fu la rivelazione sul sacerdozio del 1978, conosciuta come "Seconda dichiarazione ufficiale" contenuta nel libro di Dottrina e Alleanze. In entrambi i casi su proposta della Prima Presidenza e del Quorum dei Dodici Apostoli e le proposte vengono accettate tramite consenso comune espresso con l'alzata di mano da parte dei fedeli santi degli ultimi giorni presenti nel Centro delle Conferenze e nella cappelle sparse per il mondo.

## Sessioni
La Conferenza è suddivisa in sessioni, aperte e chiuse con preghiere e canti di inni sacri. Le sessioni sono:
- sessione antimeridiana di sabato.
- sessione pomeridiana di sabato.
- sessione del sacerdozio (sabato).
- sessione antimeridiana di domenica.
- Sessione pomeridiana di domenica.
- riunione generale della Società di Soccorso (il sabato che precede la Conferenza Generale).